# جيرهارد فينكلر
جيرهارد فينكلر (بالألمانية: Gerhard Winkler)‏ هو ملحن ألماني، ولد في 12 سبتمبر 1906 في Neukölln (locality) ‏ في ألمانيا، وتوفي في 25 سبتمبر 1977 في كمبتن في ألمانيا.

## وصلات خارجية
- جيرهارد فينكلر على موقع IMDb (الإنجليزية)
- جيرهارد فينكلر على موقع مونزينجر (الألمانية)
- جيرهارد فينكلر على موقع ألو سيني (الفرنسية)
- جيرهارد فينكلر على موقع ميوزك برينز (الإنجليزية)
- جيرهارد فينكلر على موقع قاعدة بيانات الأفلام السويدية (السويدية)
- جيرهارد فينكلر على موقع ديسكوغز (الإنجليزية)
- جيرهارد فينكلر على موقع ديسكوغز (الإنجليزية)
- جيرهارد فينكلر على موقع ديسكوغز (الإنجليزية)
- جيرهارد فينكلر على موقع ديسكوغز (الإنجليزية)
- جيرهارد فينكلر على موقع ديسكوغز (الإنجليزية)
- جيرهارد فينكلر على موقع ديسكوغز (الإنجليزية)